# Лажани (Долнени)
Лажани (мкд. Лажани) су насеље у Северној Македонији, у средишњем делу државе. Лажани припадају општини Дољнени.

## Географија
Насеље Лажани је смештено у средишњем делу Северне Македоније. Од најближег већег града, Прилепа, насеље је удаљено 25 km северозападно.
Рељеф: Лажани се налазе у северозападном делу Пелагоније, највеће висоравни Северне Македоније. Насељски атар је махом равничарски, без већих водотока, док се северозападно од насеља издиже Бушева планина. Надморска висина насеља је приближно 620 метара.
Клима у насељу је континентална.

## Становништво
По попису становништва из 2002. године, Лажани су имали 1.864 становника.
Претежно становништво у Бошњаци (57%), а мањине су Турци (22%), етнички Македонци (15%) и Албанци (6%). 
Већинска вероисповест у насељу је ислам, а мањинска православље.